# Wakareł
Wakareł (bułg. Вакарел) – wieś w Bułgarii, w obwodzie sofijskim, w gminie Ichtiman. Według danych szacunkowych Ujednoliconego Systemu Ewidencji Ludności oraz Usług Administracyjnych dla Ludności, 15 września 2022 roku miejscowość liczyła 1777 mieszkańców.

## Historia
W późnej epoce brązu i żelaza teren ten zamieszkiwały wspomniane przez Tukidydesa trackie plemiona: Treri i Tilatei, a później przez Serdów, którzy osiedli się na terenie kotliny sofijskiej.
Na górze Brynkowa kitka odnaleziono monety z czasów cesarzowej Faustyny (połowa II w. n.e.).
Podczas terroru, który nastąpił po zamachu stanu z 9 września 1944 r., w rejonie „Iwańskiego Dołu” w pobliżu wsi komuniści dokonali masowego mordu na swoich przeciwnikach.

## Osoby związane z miejscowością

### Urodzeni
- Trendafił Mitew (1950) – bułgarski historyk
- Petyr Stoiłow – bułgarski pieśniarz
- Stojan Watrałski (1860–1935) – bułgarski pisarz, publicysta
- Trandafił Zachariew (1923) – bułgarski kinooperator

### Zmarli
- Spad Duparinow (1892–1923) – bułgarski polityk